# Shōhō (tàu sân bay Nhật)
Shōhō (tiếng Nhật: 祥鳳, phiên âm Hán-Việt: Triển Phụng, nghĩa là "Phượng hoàng may mắn") là một tàu sân bay hạng nhẹ của Hải quân Đế quốc Nhật Bản, tên của nó cũng được đặt cho lớp tàu này. Nó và chiếc tàu chị em Zuihō được đặt lườn vào năm 1934 với một thiết kế linh hoạt vốn có thể hoàn tất như một tàu chở dầu, tàu tiếp liệu tàu ngầm hay một tàu sân bay tùy theo nhu cầu. Shōhō được hạ thủy vào năm 1935 như tàu tiếp liệu tàu ngầm Tsurugisaki. Nó bắt đầu được cải biến thành một tàu sân bay vào năm 1940 và nó được đổi tên thành Shōhō vào ngày 26 tháng 1 năm 1942.
Trong Thế Chiến II, nó gia nhập Hải đội Tàu sân bay 4 dưới quyền chỉ huy của thuyền trưởng Izawa Ishinosuke vào ngày 30 tháng 11 năm 1941. Lực lượng không quân của nó bao gồm 16 máy bay tiêm kích Mitsubishi A6M "Zero" và 14 máy bay ném bom bổ nhào Aichi D3A "Val".
Vào tháng 4 năm 1942, nó tham gia Chiến dịch MO nhằm chiếm đóng cảng Moresby thuộc New Guinea, ra khơi cùng các tàu tuần dương Aoba, Kinugasa, Furutaka và Kako thuộc Hải đội Tàu tuần dương 6 dưới quyền chỉ huy của Chuẩn Đô đốc Aritomo Gotō.
Sau khi yểm trợ cho cuộc đổ bộ lên Tulagi vào ngày 3 tháng 5 năm 1942 nó đi vào vùng biển Coral. Trong trận chiến biển Coral ngày 7 tháng 5 năm 1942 nó bị tấn công lúc 07 giờ 55 phút bởi một lực lượng áp đảo gồm 53 máy bay ném bom tuần tiễu, 22 máy bay ném ngư lôi và 15 máy bay tiêm kích từ các tàu sân bay USS Lexington và USS Yorktown, lực lượng mà mục tiêu dự định của chúng là các tàu sân bay hạm đội chủ lực của Nhật. Trúng phải bảy ngư lôi và 13 quả bom, nó ngã gục nhanh chóng và bị chìm lúc 08 giờ 35 phút với tổn thất 631 người. Thuyền trưởng Izawa cùng 202 người khác được vớt lên bởi chiếc tàu khu trục Sazanami.
Shōhō trở thành chiếc tàu sân bay Nhật Bản đầu tiên bị đánh chìm tại Mặt trận Thái Bình Dương.

## Danh sách thuyền trưởng
Như một tàu tiếp liệu tàu ngầm
- Miki Otsuka (sĩ quan trang bị trưởng): 7 tháng 10 năm 1935 - 1 tháng 12 năm 1936
- Ko Higuchi (sĩ quan trang bị trưởng): 1 tháng 12 năm 1936 - 15 tháng 12 năm 1938
- Tsunekichi Fukuzawa (sĩ quan trang bị trưởng): 15 tháng 12 năm 1938 - 15 tháng 1 năm 1939
- Tsunekichi Fukuzawa: 15 tháng 1 năm 1939 - 15 tháng 11 năm 1939
- Jotaro Ito: 15 tháng 11 năm 1939 - 15 tháng 11 năm 1940
- Takatsugu Jojima: 15 tháng 11 năm 1940 - 8 tháng 8 năm 1941
- Chozaemon Obata: 8 tháng 8 năm 1941 - 1 tháng 10 năm 1941

Như một tàu sân bay hạng nhẹ
- Ishinosuke Izawa (sĩ quan trang bị trưởng): 1 tháng 10 năm 1941 - 30 tháng 11 năm 1941
- Ishinosuke Izawa: 30 tháng 11 năm 1941 - 7 tháng 5 năm 1942